# इ
Cette page contient des caractères spéciaux ou non latins. S’ils s’affichent mal (▯, ?, etc.), consultez la page d’aide Unicode.
इ, transcrit i, est une voyelle de l’alphasyllabaire devanagari.

## Représentations informatiques
Ses Unicode sont :
| formes       | représentations | chaînes de caractères | points de code | descriptions                     |
| ------------ | --------------- | --------------------- | -------------- | -------------------------------- |
| indépendante | इ               | इ                     | U+0907         | lettre devanagari i              |
| dépendante   | ि                | ◌ि                     | U+093F         | diacritique voyelle devanagari i |